# آندره مک کولین
آندره مک کولین (انگلیسی: Andre McCollin؛ زادهٔ ۲۶ مارس ۱۹۸۵) بازیکن فوتبال اهل بریتانیا است.
از باشگاه‌هایی که در آن بازی کرده‌است می‌توان به باشگاه فوتبال یئوویل تاون، باشگاه فوتبال کورینتیان کاسولس، باشگاه فوتبال فارن‌بورو، باشگاه فوتبال کینگستونیان، باشگاه فوتبال کرای واندررز، باشگاه فوتبال گرایس اتلتیک، و باشگاه فوتبال آلدرشات تاون اشاره کرد.